# Aşağı Beşpınar, Sungurlu
Aşağıbeşpınar là một xã thuộc huyện Sungurlu, tỉnh Çorum, Thổ Nhĩ Kỳ. Dân số thời điểm năm 2010 là 47 người.